# Кобижчанська Дача-ІІ (заказник)
Кобижча́нська Да́ча-ІІ — ландшафтний заказник місцевого значення в Україні. Розташований у межах Бобровицького району Чернігівської області, на північ від села Кобижча. 
Площа 610 га. Статус присвоєно згідно з рішенням Чернігівського облвиконкому від 04.12.1978 року № 529; від 27.12.1984 року № 454; від 28.08.1989 року № 164. Перебуває у віданні ДП «Ніжинське лісове господарство» (Кобижчанське л-во, кв. 24-40). 
Статус присвоєно для збереження частини лісового масиву з насадженнями сосни і дуба віком близько 70 років. У домішку — береза, вільха, у підліску крушина ламка, малина, ліщина звичайна. У трав'яному покриві зростають смовдь гірська, нечуйвітер волохатенький, грушанки, цмин пісковий, гніздиться чапля сіра.  